# Antero Kivi
Lauri Antero Kivi (Orivesi, 15 de abril de 1904 – Helsínquia, 29 de junho de 1981) foi um atleta finlandês, especialista no lançamento de disco.
Competiu por seu país nos Jogos Olímpicos de Verão de 1928, realizados em Amsterdã, Países Baixos, onde conquistou a medalha de prata.